# فائوستو باتینانی
فائوستو باتینانی (اسپانیایی: Fausto Batignani‎; ۲ ژوئیهٔ ۱۹۰۳ – ۲ نوامبر ۱۹۷۵) بازیکن فوتبال اهل اروگوئه بود.
از باشگاه‌هایی که در آن بازی کرده‌است می‌توان به باشگاه فوتبال پنیارول و باشگاه فوتبال لیورپول (مونته‌ویدئو) اشاره کرد.
وی همچنین در تیم ملی فوتبال اروگوئه بازی کرده‌است.
وی در مسابقات کشوری و بین‌المللی در مجموع برندهٔ ۲ مدال طلا و ۱ مدال برنز شده‌است.